# Periophthalmus takita
 Periophthalmus takita és una espècie de peix de la família dels gòbids i de l'ordre dels perciformes.